# Jan Mertens (vakbondsman)
Petrus Joseph Johannes (Jan) Mertens (Heerlen, 14 juli 1916 — Oosterhout, 2 augustus 2000) was een vakbondsman aanvankelijk in de katholieke zuil. Hij was een van de architecten van de Federatie Nederlandse Vakbeweging (FNV), de fusie tussen het Nederlands Katholiek Vakverbond (NKV) en het socialistische Nederlands Verbond van Vakverenigingen (NVV).

## Leven en werk
Mertens werd geboren onder de naam Petrus Joseph Johannus van den Berk, als zoon van de ongehuwde Maria van den Berk. Na het huwelijk van zijn moeder met Adrianus Mertens op 8 november 1916 werd hij gewettigd en werd zijn achternaam gewijzigd in Mertens. Op zijn tiende had hij een baantje als boodschappenbezorger. Hij wilde graag journalist worden, maar ging na de lagere school aan de slag bij een drukker. Hij werd lid van de Jonge Werkman, een katholieke jeugdbeweging voor sport, spel en toneel. Eind jaren dertig kwam hij er in dienst. Eerst was hij alleen actief in Breda, later ook landelijk. Hij maakte carrière binnen de katholieke arbeidersbeweging en kreeg meer aandacht voor sociaal-economische belangenbehartiging. Als hoofdbestuurslid van de rooms-katholieke vakbeweging kreeg hij zitting in de SER en in de Stichting van de Arbeid. Mertens was jarenlang bestuurder en bondsvoorzitter van het NKV. Mertens stond aan de wieg van de FNV, waar het NKV samen met het socialistische NVV in opging in 1976.
Hij trad in 1973 namens de Katholieke Volkspartij (KVP) toe tot het Kabinet-Den Uyl als staatssecretaris van Sociale Zaken. Tijdens deze kabinetsperiode bereidden Mertens en minister van Sociale Zaken Boersma (ARP) het sluitstuk van het Nederlandse sociale-zekerheidsstelsel voor, de Algemene Arbeidsongeschiktheidswet (AAW). Dit was een volksverzekering tegen arbeidsongeschiktheid voor alle Nederlanders onder de 65.
Bij het strijdgewoel tussen leden van het Kabinet-Den Uyl was Mertens nauwelijks betrokken. Hij was als staatssecretaris slechts bij ministerraadsvergaderingen aanwezig als een onderwerp uit zijn portefeuille werd behandeld of wanneer hij minister Boersma moest vervangen. Bovendien was destijds Sociale Zaken een dermate specialistische portefeuille dat die zich minder leende voor hoogoplopende inhoudelijke discussies door ministers van andere vakgebieden.

## De Tweehonderd van Mertens
Jan Mertens is de bron van de Tweehonderd van Mertens. Hij stelde tijdens een speech in Sneek op 19 oktober 1968 dat de Nederlandse economie gedomineerd werd door een "old-boys network" van ongeveer 200 man. Bestuurders van grote bedrijven vervulden commissariaten bij vele andere bedrijven en hadden bovendien bestuursfuncties bij universiteiten en hogescholen, aldus Mertens. Hij hekelde het gebrek aan verantwoordingsplicht, de ondoorzichtigheid en de opeenstapeling van functies, vooral bij door de Kroon benoemde functionarissen. Namen noemde hij daarbij overigens niet.
Hij schreef zijn memoires die in 2004 verschenen onder de titel Mijn leven als vakbondsman en politicus.